# Zofia Huber
Zofia Huber (ur. 1872 we Lwowie, zm. 1934 we Lwowie) – polska artystka fotograf. Członkini Lwowskiego Towarzystwa Fotograficznego. Współwłaścicielka największego zakładu fotograficznego i reprodukcyjnego we Lwowie. Współzałożycielka stowarzyszenia przemysłowego Gremium Fotografów we Lwowie.

## Życiorys
Zofia Huber z domu Trzemeska, związana z lwowskim środowiskiem fotograficznym - mieszkała, pracowała, fotografowała we Lwowie. Była uczennicą ojca – fotografa Edwarda Trzemeskiego oraz malarza i ilustratora – Tadeusza Rybkowskiego. Miejsce szczególne w jej twórczości zajmowała fotografia architektury oraz fotografia portretowa. Od 1886 współpracowała (wspólnie z ojcem Edwardem Trzemeskim) w największym zakładzie fotograficznym oraz reprodukcyjnym we Lwowie (ulica Łyczakowska 9), pod nazwą Atelier E. Trzemeski – rodzinnej firmie założonej przez Edwarda Trzemeskiego w 1869 roku. Po śmierci Trzemeskiego (w 1905 roku), prowadziła zakład wspólnie z mężem Rudolfem Huberem – do śmierci w 1934 roku.
Zofia Huber w latach 1903–1914 (niejednokrotnie wspólnie z mężem Rudolfem Huberem) aktywnie uczestniczyła w wielu wystawach fotograficznych; krajowych i międzynarodowych; w Polsce i za granicą (m.in. w Londynie, Paryżu). Jej fotografie otrzymały wiele akceptacji, nagród, wyróżnień, dyplomów, listów gratulacyjnych. Były wielokrotnie publikowane w krajowej oraz zagranicznej specjalistycznej prasie fotograficznej.
Prace Zofii Huber znajdowały się w zbiorach Polskiego Towarzystwa Fotograficznego – w dużej części zostały utracone podczas powstania warszawskiego.

## Rodzina
Zofia Huber z domu Trzemeska była córką Edwarda Ignacego Trzemeskiego (1843–1905) oraz żoną Rudolfa Hubera (1875–1942).